# Pátzcuaro
Pátzcuaro (Purépecha: Patskuarhu) is een stad in de Mexicaanse staat Michoacán. De plaats heeft 51.124 inwoners (census 2005) en is de hoofdplaats van de gemeente Pátzcuaro.
De plaats staat bekend als bijzonder schilderachtig; het is gelegen aan het Pátzcuaromeer en de cultuur van de Purépecha is er nog levend. Onder andere de dans van de oude mannen is uit Pátzcuaro afkomstig. De plaats is dan ook een van de grootste toeristentrekkers van Michoacán.
Pátzcuaro werd gesticht in 1324 door de Purépecha (Tarasken) en werd een van de drie koninkrijken die samen het rijk van de Purépecha vormden, samen met Tzintzuntzan en Ihuatzio. De naam betekent 'plaats van de stenen' in het Purépecha. De stad werd onderworpen door de bijzonder wrede conquistador Nuño Beltrán de Guzmán, die de laatste Purépechakoning levend liet verbranden. Nadat Guzmán was teruggeroepen naar Spanje kwam Vasco de Quiroga naar Pátzcuaro. Deze maakte van Pátzcuaro de hoofdstad van Michoacán en werd zelf de eerste bisschop van Pátzcuaro, een poogde in Michoacán Thomas Moores Utopia in werkelijkheid te brengen.